# VBV De Graafschap
A De Graafschap egy holland futball klub Doetinchem városában. A klubot 1954. február 1-jén alapították, hazai meccseit a De Vijverberg stadionban játsszák.

## Trófeái
- Eerste Divisie: 3 (1990-91, 2006-07, 2009-2010)
- Tweede Divisie: 1  (1968-69)

## Játékoskeret

### Jelenlegi keret
2020. szeptember 1-i állapot szerint.
| #  |     | Poszt | Név                                             |
| -- | --- | ----- | ----------------------------------------------- |
| 1  | NED | K     | Rody de Boer (kölcsönben AZ Alkmaar csapatától) |
| 2  | NED | V     | Julian Lelieveld                                |
| 3  | NED | V     | Jasper van Heertum                              |
| 4  | NED | V     | Ted van de Pavert                               |
| 5  | NED | V     | Jordy Tutuarima                                 |
| 6  | NED | KP    | Elmo Lieftink                                   |
| 7  | NED | CS    | Sven Blummel                                    |
| 8  | NED | KP    | Jesse Schuurman                                 |
| 9  | NED | CS    | Ralf Seuntjens ()                               |
| 11 | NED | CS    | Daryl van Mieghem                               |
| 16 | NED | K     | Nick van den Dam                                |

| #  |     | Poszt | Név                 |
| -- | --- | ----- | ------------------- |
| 18 | NED | KP    | Johnatan Opoku      |
| 19 | NED | KP    | Rick Dekker         |
| 21 | NED | V     | Toine van Huizen    |
| 22 | NED | KP    | Danny Verbeek       |
| 24 | NED | V     | Roland Baas         |
| 25 | NED | CS    | Joey Konings        |
| 27 | GRE | CS    | Jánisz Misztakídisz |
| 30 | NED | V     | Milan Hilderink     |
| 32 | NED | K     | Guus Vaags          |
| 43 | NED | KP    | Jonathan Berrio     |
| 47 | NED | CS    | Mohamed Hamdaoui    |

### Kölcsönben lévő játékosok
| # |     | Poszt | Név                                           |
| - | --- | ----- | --------------------------------------------- |
|   | NED | CS    | Marlon Versteeg (az SV Spakenburg csapatánál) |

## Jong De Graafschap
| # |             | Poszt | Név             |
| - | ----------- | ----- | --------------- |
|   | hollandia   | K     | Ties Wieggers   |
|   | hollandia   | K     | Lars Molenaar   |
|   | hollandia   | V     | Sam Oonincx     |
|   | hollandia   | V     | Tom te Veluwe   |
|   | Brazil      | V     | Patrick Zaidan  |
|   | hollandia   | V     | Turan Tuzlacik  |
|   | hollandia   | V     | Joran Hardeman  |
|   | hollandia   | V     | Lucas Leverland |
|   | hollandia   | KP    | Cas Radstake    |
|   | hollandia   | KP    | Ferran Mombarg  |
|   | Németország | KP    | Haris Mesic     |

| # |           | Poszt | Név                 |
| - | --------- | ----- | ------------------- |
|   | hollandia | KP    | Ebbe Wenting        |
|   | hollandia | KP    | Thomas Kleinpenning |
|   | hollandia | KP    | Maas Willemsen      |
|   | hollandia | KP    | Camiel Neghli       |
|   | hollandia | KP    | Benjamin Roters     |
|   | Belgium   | KP    | Hamza Bouihrouchane |
|   | hollandia | CS    | Quinn Vervelde      |
|   | hollandia | CS    | Harry Bakker        |
|   | hollandia | CS    | Pim Lukassen        |
|   | hollandia | CS    | Hamza Abkadri       |
|   | hollandia | CS    | Jason Pigmans       |

## A csapat edzői
| - Frans Adelaar - Peter Bosz - Henk van Brussel - Hans van Doorneveld - Hans Dorjee - Henk Ellens - Simon Kistemaker | - Jurrie Koolhof - Fritz Korbach - Frans Körver - Gert Kruys - Bert van Lingen - Rob McDonald (1999-00) - Pim van de Meent | - Ben Polak Ben Polák - Sandor Popovics - Huib Ruijgrok - Henk van Stee - Evert Teunissen - Frans Thijssen - Pim Verbeek | - Jan Versleijen - Piet de Visser - Ad Zonderland - Ben Zweers |

## Híres játékosok
| Hollandia - Foeke Booy - Ernie Brandts - Dave Bus - Hans van de Haar - Guus Hiddink - Peter Hofstede - Klaas-Jan Huntelaar - Jurrie Koolhof - Olaf Lindenbergh - Martijn Meerdink - Patrick Paauwe | - Stefan Postma - Richard Roelofsen - Dick Schoenaker - Sonny Silooy - Edward Sturing - Elfried Veldman - Eric Viscaal - Raymond Victoria - Peter van Vossen - Fabian Wilnis | Ausztrália - Jason Čulina BFA - Mamadou Zongo Egyiptom - Hazem Emam Izrael - Ben Sahar Lengyelország - Tomasz Rząsa |

## Fordítás
Ez a szócikk részben vagy egészben  a   De Graafschap című angol Wikipédia-szócikk fordításán alapul.  Az eredeti cikk szerkesztőit annak laptörténete sorolja fel. Ez a jelzés csupán a megfogalmazás eredetét és a szerzői jogokat jelzi, nem szolgál a cikkben szereplő információk forrásmegjelöléseként.